# Calepitrimerus vitis
Calepitrimerus vitis är en spindeldjursart som först beskrevs av Alfred Nalepa 1905.  Calepitrimerus vitis ingår i släktet Calepitrimerus och familjen Eriophyidae. Arten är reproducerande i Sverige. Inga underarter finns listade.